# Trastorno facticio infligido a otro
El trastorno facticio infligido a otro (DSM-5: 301.51 - factitious disorder imposed on another), incluyendo al antiguamente denominado síndrome de Münchhausen por poder, es un trastorno mental del comportamiento que típicamente se manifiesta en personas adultas al cuidado de otras. De manera característica, la persona cuidadora provoca o atribuye a la persona a su cargo enfermedades físicas o mentales, lesiones u otros estados patológicos por mecanismos análogos a los del trastorno facticio autoinfligido. En el caso frecuente de que la víctima de estas acciones sea menor de edad, se considera una forma de maltrato infantil potencialmente letal. Existe controversia sobre la naturaleza exacta de este trastorno y su diagnóstico y tratamiento.

## Historia
La expresión síndrome de Münchhausen para referirse a pacientes que simulaban, exageraban o se provocaban enfermedades para atraer atención y simpatía por parte de los demás fue ideada en 1951 por el Dr. Richard Asher del Reino Unido.
En 1967, el pediatra Sir Roy Meadows, quien fuera luego presidente del Royal College of Paediatrics and Child Health, publicó un documento académico que describía un fenómeno que llamó síndrome de Munchausen por poder en su trabajo "The Captive Mother", por el cual le concedieron el premio Donald Paterson de la British Pediatric Association en 1968. Meadows fue el primero en describir el síndrome de Munchausen por poder.
En 1976, el profesor John Money y la profesora June Werlwas de la Universidad Johns Hopkins en la página 360 del artículo Folie à Deux in the Parents of Psychosocial Dwarfs: Two Cases, describieron un caso de enanismo causado por el hambre, en el que los padres presentaban informes engañosos de la enfermedad del niño, sugiriendo una analogía con el síndrome de Munchausen. En este estudio seminal, Money y Werlwas describen el caso de dos familias distintas que indujeron enfermedades a uno de sus hijos cada una, un niño y una niña, y mintieron sobre su historial clínico hasta el punto de causarles enanismo por desnutrición en un contexto de maltrato infantil severo.

## Características descriptivas
En los Estados Unidos, el antiguamente llamado Munchausen syndrome by proxy quedó finalmente reconocido y definido de manera diferenciada en el DSM-5 de 2013 como una forma de factitious disorder imposed on another, comúnmente abreviado FDIA o FDIoA y englobado junto con el trastorno facticio (FD) bajo el código 301.51. En el Reino Unido se le denomina enfermedad falsificada o inducida (fabricated or induced illness, FII) o enfermedad falsificada o inducida por cuidadores (fabricated or induced illness by carers). Esta última denominación se utiliza también en Australia. En Irlanda se usa una fórmula similar. A veces se ha descrito como pediatric condition falsification (falsificación de enfermedad pediátrica) o medical child abuse (abuso infantil médico). La CIE-10 de la Organización Mundial de la Salud, completada en 1992, todavía no lo diferenciaba como un trastorno específico y ahí sigue incluido bajo el epígrafe F68.12, producción intencionada o ficción de síntomas o incapacidades, físicas o psicológicas - trastorno ficticio con predominio de signos y síntomas físicos.
Facticio significa, según la RAE, «artificial», «no natural», y se usa para denominar este trastorno debido a la naturaleza provocada de los problemas de salud de la víctima. Así, el inglés factitious disorder imposed on another del DSM-5 de 2013, en vigor en 2016, se traduce como «trastorno facticio infligido a otro.» De manera abreviada, también se oye «trastorno facticio infligido». Incluye y reemplaza al antes denominado síndrome de Münchhausen por poder.

## Etiología
En 2016 las causas del trastorno facticio infligido a otros aún no se conocen con certeza. En algunas ocasiones, los pacientes sufrieron abusos en la infancia o sufren a su vez de trastorno facticio autoinfligido. En todo caso, el paciente de trastorno facticio infligido a otro no actúa por interés de obtener un beneficio material o cometer fraude o estafa; de hecho, puede llegar a invertir importantes cantidades de dinero, tiempo y sacrificio personal en el "cuidado" y "tratamiento" de su víctima. Sus motivos, por el contrario, son análogos a los del trastorno facticio autoinfligido y radican en una necesidad patológica de atención, compasión, complicidad, lástima y/o admiración por parte del personal médico y la comunidad en general, unidas a un ansia de control sobre la persona bajo su cuidado y un posible rechazo oculto hacia la misma en un contexto de relación patológica.

## Signos y síntomas
En el trastorno facticio infligido a otros, el paciente inventa o provoca lesiones o síntomas artificiales de una enfermedad en otra persona típicamente a su cuidado (la víctima), dando lugar así a exámenes, exploraciones y tratamientos médicos innecesarios y a menudo dolorosos o perjudiciales para la víctima. Acorde al DSM-5 de 2013 (código 301.51), en vigor en 2016, el diagnóstico incluye:
- Crear o inventar signos o síntomas físicos o psicológicos en otra persona, o causarle lesiones o enfermedades, con la intención de inducir a engaño o error del personal médico y/u otras personas.
- Presentar engañosamente a otra persona ante los demás como enferma, lesionada, disfuncional o con problemas.
- Proseguir con el engaño incluso sin recibir a cambio ningún beneficio o recompensa visibles.
- Este comportamiento no queda mejor explicado por algún otro trastorno mental.

La víctima es a menudo un menor u otra persona vulnerable al cuidado del paciente con limitaciones para defenderse o comprender lo que sucede. El trastorno facticio infligido a otros se ha vinculado con casos inexplicados de muerte infantil súbita y otras muertes a poca edad.
Las manifestaciones características en las víctimas de los pacientes de trastorno facticio infligido a otros suelen incluir una serie de signos o síntomas difícilmente explicables y refractarios a todo tratamiento, al producirse como consecuencia de acciones deliberadas y recurrentes. Entre estos signos y síntomas pueden encontrarse:
- Sangrados o hemorragias.
- Convulsiones.
- Incidentes repetidos que aparentemente amenazan la vida de la víctima.
- Intoxicaciones.
- Apnea.
- Depresión del sistema nervioso central.
- Diarreas y vómitos.
- Fiebre real o simulada.
- Erupciones cutáneas.
- Hipoglucemia o hiperglucemia.
- Anemia o bajo peso sin otras causas aparentes.
- Hematuria o heces con sangre oculta.
- Infecciones múltiples causadas por organismos diversos y, en ocasiones, poco usuales.
- Problemas psicológicos incongruentes.

Estas manifestaciones sugerirían que el cuidador presenta un trastorno facticio infligido a otros cuando se dan varias de las siguientes peculiaridades:
- Los problemas de la víctima son inexplicables, persistentes o recurrentes. A veces su historial médico no tiene sentido.
- El cuidador lleva a la víctima muy frecuentemente al médico, o a numerosos médicos hasta encontrar a quienes le satisfagan (doctor shopping, «ir de médicos» por analogía a «ir de compras»).[20][21]
- A la víctima se le han practicado numerosos exámenes, análisis, exploraciones, intervenciones quirúrgicas u otros procedimientos médicos.
- La víctima ha pasado mucho tiempo en hospitales con diagnósticos poco claros o contradictorios.
- Los problemas de la víctima no se corresponden con los resultados de los exámenes, análisis y exploraciones.
- Los análisis de sangre no se corresponden con el grupo sanguíneo u otras características hematológicas o genéticas de la víctima.
- Hay indicios de fármacos, productos químicos o sustancias inusuales en la orina, sangre o heces de la víctima.
- El cuidador informa de los síntomas, pero el personal médico no los ve. Desaparecen en el hospital pero se reproducen al volver al domicilio.
- Hay discrepancias claras entre el historial clínico, los hallazgos de los estudios realizados a la víctima y su salud general.
- Los diagnósticos de trabajo se corresponden con enfermedades poco frecuentes y en ocasiones contradictorias.
- Los signos y síntomas de la víctima ocurren solo cuando el cuidador está presente.
- El cuidador es muy atento y está siempre presente en el hospital.
- El cuidador tiene experiencia médica o de enfermería anterior o un historial extenso de enfermedades.
- La víctima sufre convulsiones que no responden a la terapia adecuada.
- Familias con historial de muerte súbita infantil u otros menores que han fallecido o presentado problemas de maneras igualmente difíciles de explicar.
- El cuidador parece más preocupado por sus interacciones con el personal médico y otras personas relacionadas que por el estado de la víctima; o, por el contrario, está desproporcionadamente involucrado con el estado y tratamiento de la víctima.
- El cuidador es sorprendido o grabado realizando acciones sospechosas que podrían empeorar el estado de la víctima.

Algunas acciones específicas realizadas por el cuidador pueden ser, entre otras:
- Añadir sangre a la orina o heces de la víctima.
- Privar de alimento a la víctima para aparentar que no puede aumentar de peso.
- Calentar los termómetros para simular fiebre.
- Inventar o manipular resultados de pruebas de laboratorio
- Dar fármacos a la víctima para provocarle vómito, diarrea u otros síntomas.
- Aplicar irritantes a la víctima para simular infecciones, erupciones o problemas dermatológicos.
- Infectar deliberadamente un gotero para enfermar a la víctima.
- Manipular a la víctima u ocasionarle estrés psicológico severo para simular o causarle un trastorno mental.
- Manipular o sugestionar a la víctima para hacerla creer que verdaderamente está enferma y coopere en su papel.

## Comorbilidad
El trastorno facticio infligido a otro puede presentarse junto a otros trastornos mentales, como alguno o varios de los siguientes:
- Trastorno facticio autoinfligido.
- Trastorno narcisista de la personalidad.
- Trastorno límite de la personalidad.
- Trastorno somatomorfo ("psicosomático".)
- Pseudología fantástica con características disociativas.
- Falseamiento de enfermedades pediátricas.
- Síndrome de muerte súbita del lactante.

## Epidemiología
El trastorno facticio infligido a otro es una enfermedad rara, aunque con una prevalencia superior a la que se estimaba en el pasado; en la literatura no aparecen más de 700 casos en 52 países en los que sí se ha informado. Las víctimas suelen ser personas indefensas o de difícil defensa, habitualmente menores pero también personas ancianas, discapacitadas o fácilmente manipulables, bajo la custodia y al cuidado del paciente. Si no hay manifestaciones evidentes, el diagnóstico puede ser ambiguo y difícil.
Cuando la víctima es una persona menor de edad, de cualquier sexo, entre el 76,8% y hasta el 98% de los casos se producen a manos de la madre (85%) u otros familiares o cuidadores femeninos. En las pocas ocasiones en que el padre u otro hombre es el autor primario (estimadas en un 6,7%), no obedece al patrón de «padre dedicado en cuerpo y alma» característico en las mujeres, sino que han sido descritos como pacientes emocionalmente perturbados e inestables mentalmente. Sin embargo, los varones son a veces cooperadores necesarios por la vía de mantenerse al margen o ausentes incluso ante peticiones de auxilio de la víctima. En la gran mayoría de los casos publicados la paciente y perpetradora era una mujer blanca, si bien no hay información suficiente todavía para asegurar o descartar este posible componente étnico. Se han dado casos, poco usuales, en los que el perpetrador resultó ser miembro del personal médico.
La edad media de los menores cuando se detecta el abuso es de entre 20 y 39,8 meses, pero también se ha descubierto en víctimas más mayores e incluso adolescentes, que pueden asumir su «rol enfermo» y ser manipulados durante años por el paciente para que cooperen en el mismo. Aproximadamente un 25% de los casos se detecta en mayores de 6 años. Otras investigaciones apuntan un rango de edad media al diagnóstico entre 20 meses y 4,8 años, dependiendo de la muestra estudiada. El 25,8% de las víctimas tienen hermanos o hermanas que han sufrido el mismo maltrato también. Tanto niños como niñas están expuestos a convertirse en víctimas por igual. 
Las víctimas suelen presentar secuelas en forma de padecimientos físicos y alteraciones mentales inducidas. Entre estas se encuentran los trastornos del comportamiento, como trastornos emocionales y de la conducta, problemas de absentismo y fracaso escolar, temores y evitación de determinados lugares o situaciones, trastornos del sueño, baja autoestima, depresión, ansiedad o síntomas del trastorno de estrés postraumático.

## Prognosis y tratamiento
La prognosis depende de la actitud del paciente ante el trastorno. Generalmente el tratamiento es arduo dadas las dificultades del paciente para reconocer que lo padece y la inexistencia actual de terapias estandarizadas. Confrontar abiertamente al paciente resulta contraproducente. Cuando es posible, se utiliza psicoterapia, terapia familiar y medicamentos utilizados en otros trastornos ansiosos o depresivos. En casos severos, puede ser necesaria la hospitalización psiquiátrica temporal.
La prognosis depende del tiempo y la intensidad con que la víctima haya experimentado los abusos del paciente y el tratamiento está orientado a curar sus efectos y secuelas tanto físicos como mentales. Cuando no es posible convencer al paciente de su trastorno, el tratamiento de la víctima se basa fundamentalmente en actuaciones judiciales que permitan su tratamiento médicoquirúrgico y el psiquiátrico de todos los miembros de la familia, el análisis social y la consideración del estado jurídico del caso: denuncia judicial del abuso ante los tribunales, suspensión o cancelación de los derechos paternos por el tribunal de menores, corte criminal y corte civil. El soporte del sistema judicial es imperativo para que la víctima esté a salvo y el paciente participe en un programa de tratamiento efectivo.

## Maltrato infantil
El hecho de que con frecuencia la relación entre paciente y víctima sea maternofilial, a menudo con esta última siendo menor de edad, se traduce en que el trastorno facticio infligido a otro puede convertirse en una forma poco evidente de maltrato infantil potencialmente letal bajo la apariencia externa de una extrema preocupación y cuidado por su salud y bienestar. Además del evidente peligro y sufrimiento para la víctima ocasionados por los intentos del paciente para enfermarla, más los constantes procedimientos médicos innecesarios e inadecuados —no pocas veces fuertemente intrusivos, dolorosos y con un margen de riesgo—, cuando se trata de bebés el trastorno facticio infligido a otro ha sido vinculado con casos inexplicados de muerte infantil súbita.
Estados de los Estados Unidos, como Utah ya incluyen explícitamente en su legislación al trastorno facticio infligido a otro como una forma de maltrato infantil.

## En la cultura popular
El trastorno facticio infligido a otro, habitualmente bajo su antigua denominación síndrome de Münchhausen por proxy, ha aparecido en algunas obras para el público generalista como:
- Películas, documentales y series:[31]
  - A Child's Cry for Help, Estados Unidos, 1994.
  - El sexto sentido, Estados Unidos, 1999.
  - Llamada perdida, Japón, 2003.
  - Mama/M.A.M.A., Estados Unidos, 2003.
  - A Boy's Life, Estados Unidos, 2003.
  - The Good Mother, Estados Unidos, 2013.
  - Hungry Hearts, Italia, 2014.
  - Mommy Dead and Dearest, Estados Unidos, 2017.
  - The 9th Life of Louis Drax, Estados Unidos, 2015.
  - Law & Order: Special Victims Unit, episodio: "Pathological", Estados Unidos, 2018.
  - Sharp Objects, Estados Unidos, 2018.
  - The Act, miniserie de Estados Unidos, 2019.
  - Run, Película, 2021.
  - Ameku Takao no Suiri Karte, Serie anime, Japón, 2025.
- Libros autobiográficos:
  - Julie Gregory: Sickened, Estados Unidos, 2003.
- Libros biográficos no-ficticios (basados en hechos reales): 
  - John Glatt: My Sweet Angel: The True Story of Lacey Spears, the Seemingly Perfect Mother Who Murdered Her Son in Cold Blood (2017). Basado en el caso de la filicida estadounidense Lacey Spears.[32]
- Novelas:
  - Darin Strauss: More Than It Hurts You, Estados Unidos, 2008.
  - Stephen King: IT, Estados Unidos, 1986

## Controversia
A partir de 1977 y hasta los años 2000, diversos médicos actuando como peritos judiciales abusaron extensivamente del diagnóstico del entonces denominado síndrome de Münchhausen por proxy con el resultado de que un número significativo de madres fueron acusadas de maltrato infantil y en ocasiones condenadas por homicidio. El más notable fue el caso del pediatra Sir Samuel Roy Meadow, cuyo testimonio provocó el encarcelamiento de tres madres que posteriormente resultaron exculpadas por tribunales superiores; en 2005, el Dr. Meadow fue declarado culpable de mala conducta profesional por el Consejo General de Médicos del Reino Unido y perdió la licencia para ejercer.
Meadow fue perito en varios casos de acusaciones por presuntos filicidios, en los cuales algunas madres fueron condenadas y encarceladas por asesinar a sus hijos cuando después se pudo comprobar su inocencia.
En 2003, Earl Howe, miembro de la cámara de los lores y parlamentario del departamento de salud, acusó a Meadow de inventar una «teoría sin ciencia» y de negarse a presentar pruebas para demostrar que el síndrome de Munchausen por poder existe. 
La distinción es a menudo crucial en el proceso penal, en que el fiscal debe demostrar el acto y los elementos que constituyen un crimen, para poder establecer la responsabilidad. En la mayoría de los ordenamientos jurídicos, un médico puede dar testimonio pericial en cuanto a si un niño está siendo perjudicado, pero no puede especular acerca de la motivación de la persona.
La evidencia que implicaba el perfil del síndrome había sido rechazada por los tribunales australianos, como por ejemplo, la Corte de Apelaciones de Queensland (R v LM [2004] QCA 192), el Tribunal Supremo de Australia del Sur (S4118, 1993) o el de Tennessee, EE. UU. , (2003, núm. 99-D-2836).
En el año 2005 el Dr. Samuel Roy Meadow fue acusado de levantar falso testimonio en tres casos de supuestos síndromes de Munchausen por poder.
El Dr. Roy Meadow había declarado en los tres juicios y sus afirmaciones en el estrado de que las posibilidades de que dos niños murieran de muerte natural en una misma familia eran de una en 73 millones fueron cruciales para condenar a tres madres, Sally Clark, Angela Cannings y Donna Anthony, acusadas de asesinar a sus hijos por el síndrome de Münchausen. Finalmente, las tres mujeres fueron exoneradas por la Corte de Apelaciones después de haber pasado varios meses en prisión.
En el año 1999, Sally Clark había sido condenada a cadena perpetua por el asesinato de sus dos hijos, Christopher y Harry. En enero de 2003 Sally Clark apeló ante la Corte de Apelaciones de Londres y demostró su inocencia.
Otras dos madres, Angela Cannings y Donna Anthony, que cumplían condena por el homicidio de sus hijos gracias al testimonio del Dr. Meadow, también fueron liberadas. Angela Cannings cumplía condena por el homicidio de sus dos bebés y fue liberada en diciembre de 2003, mientras que Donna Anthony cumplía condena, desde 1998, por el asesinato de su hijo Jordan de once meses de edad y su hijo Michael de cuatro meses.
Después de la liberación de las tres mujeres el Dr. Meadow fue acusado ante la justicia británica de falta profesional grave. La Royal Statistical Society desmintió las estadísticas presentadas por Meadow aduciendo que no tenían ninguna base científica. Meadow reconoció haber falseado la información al sacar las estadísticas tomando como parámetro el «Grand National», premio de carreras de caballos en Londres, y no de un estudio científico pediátrico.
En julio de 2005, la justicia londinense declaró culpable al Dr. Roy Meadow por levantar falso testimonio. El General Medical Council de Londres le quitó su matrícula de médico por mala praxis.
Entrando en la página web del General Medical Council, en donde dice «Check a doctor’s registration status» se abre una página nueva. Ingresando el número «0533803» en la casilla de «GMC Reference Number» van a aparecer los datos del Dr. Samuel Roy Meadow. Allí se comprueba que fue dado de baja.
El General Medical Council acusó al Dr. Meadow ante la justicia por mala praxis. En octubre de 2006 los jueces lo condenaron, en «General Medical Council versus Meadow, 2006, párrafo 137», por los siguientes motivos:
- Un testigo experto debe proporcionar una opinión imparcial y objetiva e independiente al tribunal, algo que el doctor Meadow no hizo.
- El perito debe atestiguar solo dentro del área en la cual es experto. El doctor atestiguó como pediatra cuando no lo era.
- El perito nunca debe asumir el papel de defensor o acusador. El doctor no respetó este principio.
- El Dr Meadow presentó evidencia estadística inexacta y engañosa para culpar a varias madres de asesinar a sus hijos.[39]

Por un lado, sus detractores planteaban que el Dr Meadow hizo mucho para fomentar la obsesión y el prejuicio popular de que esta forma de abuso infantil, el supuesto síndrome de Munchausen por poder, es mucho más frecuentes de lo que se creía anteriormente, mientras que, por el otro, sus defensores aducían que actuó de buena fe, perdiendo la profesionalidad por una excesiva implicación personal contra el maltrato infantil en el contexto de una larga carrera dedicada a la protección del menor.
Casos similares en países como Estados Unidos (Tribunal Supremo del estado de Tennessee, 2003, caso núm. 99-D-2836), Australia (Queensland, R v LM [2004] QCA 192) y otros países dañaron la credibilidad de este trastorno ante diversos medios de comunicación, médicos y juristas. Algunos médicos distinguían el trastorno en sí de los excesos en su diagnóstico perpetrados por Meadow y otros y continuaron creando protocolos para distinguir casos reales de diagnósticos abusivos.
En octubre de 2006, el Tribunal de Apelación aceptó la apelación del profesor Meadow y declaró que, si bien el GMC había tenido razón al criticarlo, sus acciones no podían ser consideradas como una falta profesional grave.
En 2013, el antiguamente llamado síndrome de Münchhausen por poder'quedó reconocido y definido de manera diferenciada en el DSM-5 como una forma de trastorno facticio infligido a otro, englobado junto al trastorno facticio (FD) bajo el código 301.51. En 2016 es un trastorno reconocido por gran parte de la comunidad médica y de salud mental, si bien sigue existiendo debate sobre su nivel de prevalencia, diagnosis exacta y aproximación al tratamiento.
Uno de los casos más infames del trastorno fue el de la americana Lacey Spears, quien indujo (o impuso) severas descompensaciones de salud en su hijo Garnett, a quien envenenó con sal de mesa desde noviembre de 2013 hasta la muerte del niño por una hipernatremia grave en enero de 2014. Actualmente, Spears cumple una pena de 20 años a cadena perpetua en Nueva York.